# 李燦峯
李燦峯（1807年10月29日—？年），改名受恆，字星廬，號陽山，溫江人，道光八年戊子科第42名舉人，乙未大挑二等，道光十九年四月署四川順慶府岳池縣訓導。是一位政治人物，明清時曾在四川順慶府岳池縣（位於今四川東北部，武周萬歲通天二年分南充、相如二縣置，是一個千年古縣）擔任官吏。歷任黔江縣教諭